# Midvale (Ohio)
Midvale es una villa ubicada en el condado de Tuscarawas en el estado estadounidense de Ohio. En el Censo de 2010 tenía una población de 754 habitantes y una densidad poblacional de 383,56 personas por km².

## Geografía
Midvale se encuentra ubicada en las coordenadas 40°26′9″N 81°22′12″O / 40.43583, -81.37000. Según la Oficina del Censo de los Estados Unidos, Midvale tiene una superficie total de 1.97 km², de la cual 1.97 km² corresponden a tierra firme y (0%) 0 km² es agua.

## Demografía
Según el censo de 2010, había 754 personas residiendo en Midvale. La densidad de población era de 383,56 hab./km². De los 754 habitantes, Midvale estaba compuesto por el 98.01% blancos, el 0.8% eran afroamericanos, el 0% eran amerindios, el 0% eran asiáticos, el 0% eran isleños del Pacífico, el 0.4% eran de otras razas y el 0.8% pertenecían a dos o más razas. Del total de la población el 1.19% eran hispanos o latinos de cualquier raza.